# Taharka
Taharka, dle asyrských nápisů Tarka, v bibli Tirhák (Tyrháka), dle Manehta Tarkos či Tarakos byl egyptským faraonem 25. dynastie. Vládl přibližně v letech 690–664 př. n. l. Na trůně vystřídal svého staršího bratra Šabataku.

## Vláda
Taharka během své vlády pobýval střídavě buď ve Vesetu či v Mennoferu. Především se staral o samotný Egypt. Obnovoval a stavěl chrámy, snažil se, aby byl Egypt prosperujícím a uvnitř zkonsolidovaným státem. V tom mu také velmi pomohla příroda, ačkoli sám Taharka prohlašoval, že mu pomohl bůh Amon. V šestém roce jeho vlády byla Núbie (všichni králové 25. dynastie byli núbijského původu) zasažena abnormálně vydatnými dešti, které vedly k velmi mohutným záplavám v okolí Nilu, to vedlo k velké úrodě pěstovaných rostlin. Na stéle v jednom chrámu nechal Taharka vytesat nápis, ve kterém stojí, že naplnil všechny sýpky a zásobil obětní stoly bohů, že země byla požehnána, jako bývala za vlády Usira, že ráno každý dlouho spal a nenaříkal při každé příležitosti, pravdou se řídila správa a lež byla přibita k zemi.

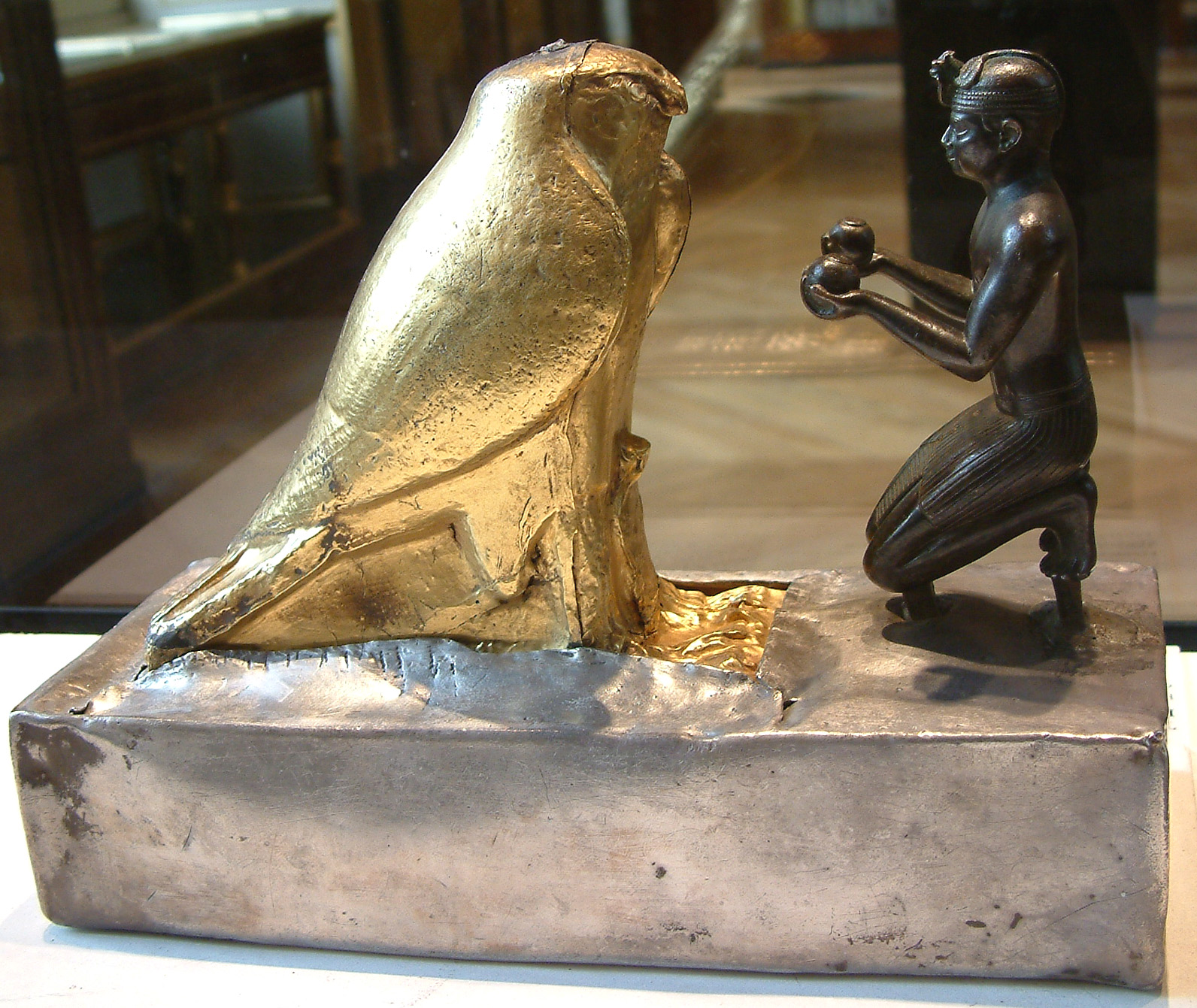
Taharka uctívající boha Hemena

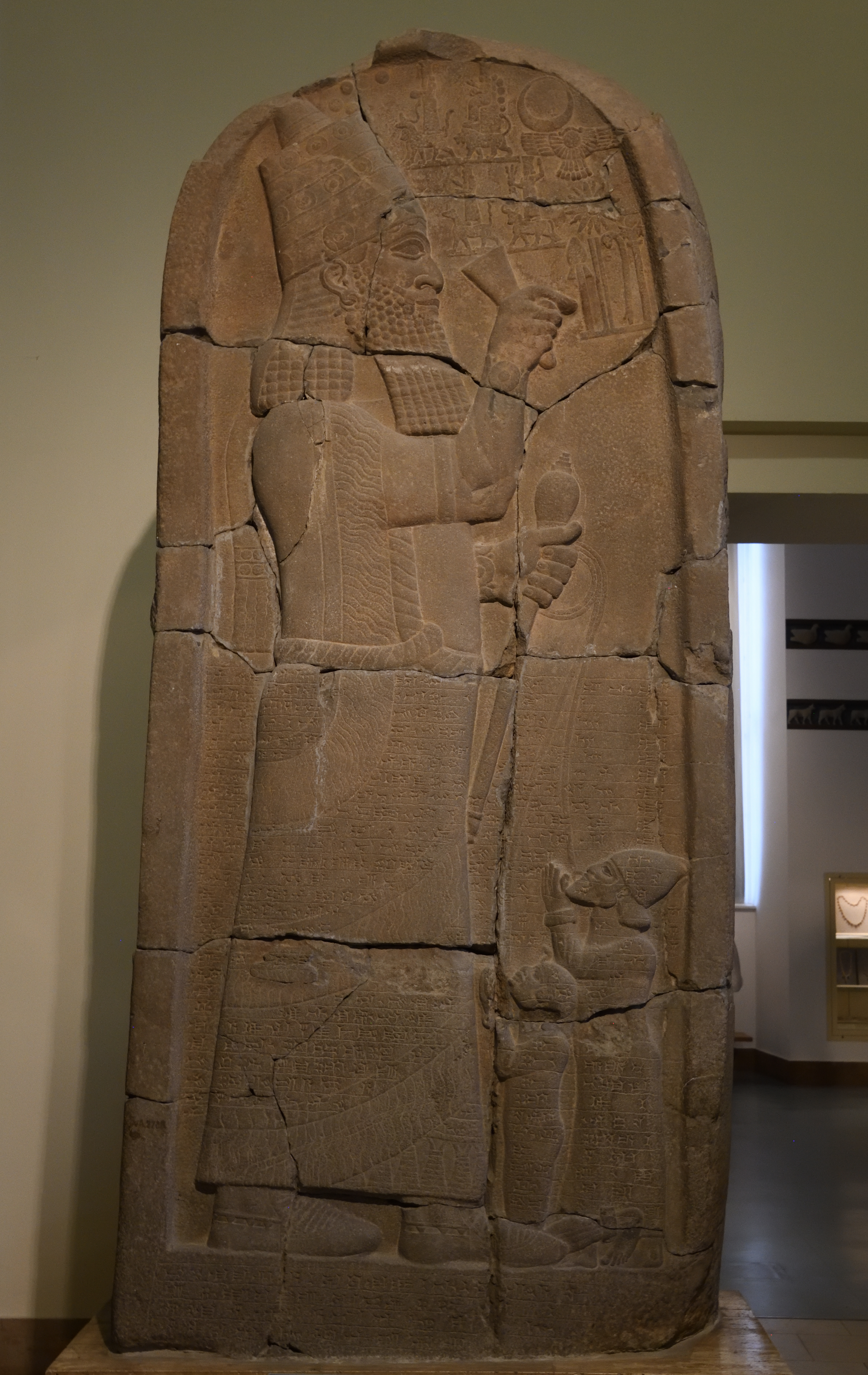
Vítězná stéla krále Asarhaddona

Když vládl Taharka, mohl se Egypt stát opět opravdovou velmocí. Tento rozkvět země však zastavila stále sílící Asýrie. Již během 24. dynastie dobyl asyrský král Sargon II. všechny sousední říše, egyptští králové v zájmu své země poskytli svým sousedům na východě vojenskou pomoc, která však nebyla příliš účinná. Během vlády Taharky se na podobné tažení vydal Sargonův nástupce Sinacherib. Taharka také východním sousedům Egypta poskytl vojenskou pomoc. V bibli je zmíněn jako spojenec judského krále Ezechiáše. Obrovská asyrská armáda, která prý měla až 200 000 mužů, obsadila Sýrii a severní Palestinu. Poté se, ačkoli měla mnohem větší ambice, stáhla zpátky. Egyptská tradice i bible to vysvětlují tím, že se stal zázrak. Podle  biblické Druhé knihy královské vyšel Hospodinův anděl a pobil v asyrském táboře sto osmdesát pět tisíc mužů. Podle Hérodota, který se toto tvrzení dozvěděl od Egypťanů, zaplavilo asyrské vojsko v noci velké množství myší, které jim rozhryzaly toulce, tětivy luků a držadla štítů, takže druhý den beze zbraní utekli a mnoho jich zahynulo. Asyrské prameny ústup vojsk také potvrzují. Je možné, že se vojáci nakazili morem, který potom celé vojsko zdecimoval. Symbolem moru byla ve starém Egyptě právě myš. Později byl však Sinacherib zavražděn a na trůn v Asýrii usedl Asarhaddon, který podnikl proti Egyptu přímý útok. V krátké době okolo 670 př. n. l. porazil v několika bitvách mnohem slabší egyptská vojska. Dostal se až k Mennoferu, který dokonale vyplenil. Taharka se stáhl na jih. Za dva roky se zmocnil Mennoferu, ve kterém obnovil svou vládu. Část Dolního Egypta se ale stále nacházela pod nadvládou Asyřanů. V roce 667 př. n. l. do Egypta vpadl nový asyrský král Aššurbanipal, aby neztratil také poslední tamější asyrské državy. Pod tlakem jeho vojsk byl pak Taharka donucen stáhnout se až do Napaty, hlavního města Núbie. Titulu egyptského krále se však nevzdal. Zde také v roce 664 př. n. l. zemřel.

## Stavitelská činnost
Taharka se do egyptských dějin zapsal také řadou staveb, které byly částečně však zničeny už za nadvlády Asyřanů. V Medínit Habu nechal upravit zádušní chrám Thutmose I. a Thutmose II. V Núbii rozšířil chrám boha Amona pod horou Barkal poblíž Napaty, v Kavě u třetího nilského kataraktu, nechal postavit úplně nový chrám, který byl také zasvěcen Amonovi. V Amonově chrámu v Karnaku nechal postavit na prvním nádvoří velkou kolonádu, kterou tvořilo deset sloupů, z nichž každý měřil 21 metrů, před chrámem Ramesse II. nechal vybudovat sloupovou síň, z doby jeho vlády pochází také svatyně u severního rohu Svatého jezera.
Zachovalo se nám velké množství soch znázorňujících samotného Taharku. Většinou se totiž nacházely v chrámech, jejichž trosky je brzy zasypaly a tím je vlastně zachránily před lupiči. Všechny zdůrazňují Taharkovy negroidní rysy. Svým způsobem provedení připomínají spíš sochy z období Staré říše.

## Hrobka
Taharkova hrobka se nachází v Nuri, na levém břehu Nilu u Napaty. Jeho hrobka je vlastně miniaturní pyramidou, její základna měla rozměry zhruba 14×14 metrů, výška celé stavby dosahovala zhruba 20 metrů. V její podzemní části se nacházela pohřební komora. Po Taharkovi si zde nechalo hrobku postavit ještě zhruba okolo 20 králů Núbie, tato je z nich i přes své nepříliš velké rozměry tou největší.